# 吕溥
吕溥，字公甫，婺州永康（今浙江省永康市）人，元朝经学家。
吕溥与哥哥吕洙跟随許謙学儒。著有《大学疑问》以及《史论》《竹溪集》等书。